# 피터 호튼

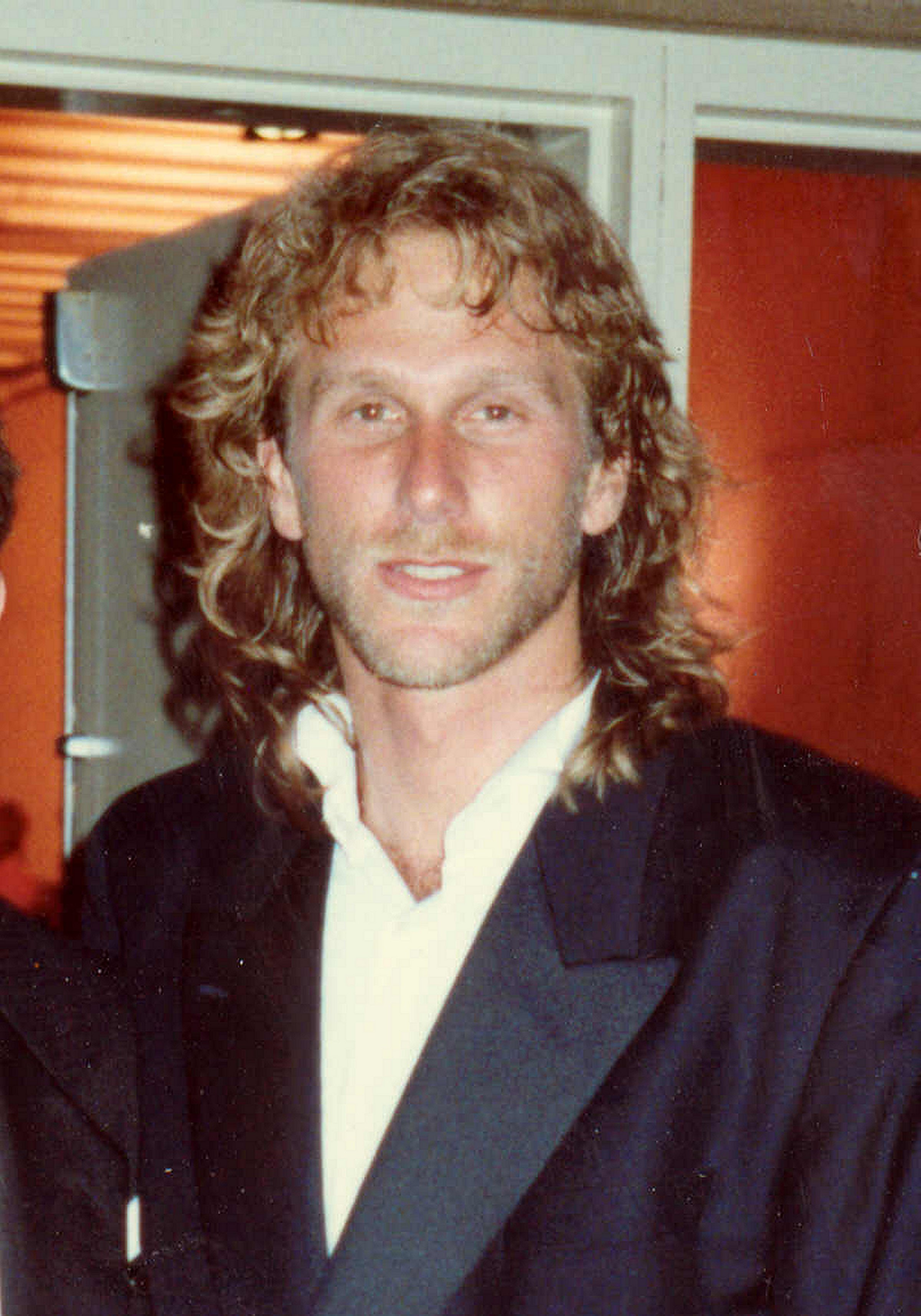
1988년 모습

피터 호턴(Peter Horton, 1953년 8월 20일 ~ )은 미국의 배우, 감독, 각본가, 제작자이다.
워싱턴주 벨뷰에서 태어났다.

## 작품 목록

### 영화 연출
- 굿바이 마이 프랜드 (1995)

### 영화 출연
- She's Dressed to Kill (1979)
- 살인 목격 (1980)
- 은반 위의 기적 (1981, Miracle on Ice)
- 옥수수밭의 아이들 (1984)
- 달리는 뜨거운 강 (1986, Where the River Runs Black)
- 달 위의 아마존 여인 (1987, Amazon Women on the Moon)
- 청춘 보고서 (1990, Side Out)
- 클럽 싱글즈 (1992)
- 베이비시터 클럽 (1995)
- 48시간의 킬링 게임 (1996)
- 데스 베네피트 (1996, Death Benefit)
- 파이널 K2 (1997, Into Thin Air: Death on Everest)
- 폭력의 종말 (1997)
- 공룡 티렉스 (1998) - 도널드 헤이든 박사 역
- 소트크라임즈 (2003, Thoughtcrimes)
- 더스트 팩토리 (2004, The Dust Factory)
- 전기자동차를 누가 죽였나? (2006) - 본인 (다큐멘터리)

### 텔레비전 연출
- 케빈은 열두살 (1989)
- Once and Again (2000-01)
- 쉴드: XX 강력반 (2002-03)
- 그레이 아나토미 (2005-06) - 총괄 제작 겸임
- 뉴 암스테르담 (2018-23) - 총괄 제작 겸임

### 텔레비전 출연
- 댈러스 (1979)
- 7인의 신부 (1982-83, Seven Brides for Seven Brothers)
- 헤븐 허스트의 신입생 (1993, Class of '96)